# BAP Antofagasta
BAP Antofagasta (S-32) – peruwiański okręt podwodny z przełomu lat 70. i 80. XX wieku, jedna z czterech zakupionych przez Peru niemieckich jednostek typu 209/1200. Został zwodowany 19 grudnia 1979 roku w stoczni Howaldtswerke-Deutsche Werft w Kilonii i przyjęty do służby w Marina de Guerra del Perú 20 lutego 1981 roku. Okręt nadal znajduje się w aktywnej służbie (stan na 2018 rok).

## Projekt i budowa
BAP „Antofagasta” jest jednym z kilkudziesięciu zbudowanych okrętów niemieckiego eksportowego typu 209, zaprojektowanego w biurze konstrukcyjnym Ingenieurkontor Lübeck. Okręt należy do drugiej serii jednostek (projekt o sygnaturze IK 68), nazwanej na podstawie przybliżonej wyporności 209/1200, przedłużonej o 1,6 metra w stosunku do pierwszych okrętów.
Jednostka została zamówiona przez rząd Peru 12 sierpnia 1976 roku i zbudowana w stoczni Howaldtswerke-Deutsche Werft w Kilonii (numer budowy 132). Stępkę okrętu położono 3 października 1977 roku , a został zwodowany 19 grudnia 1979 roku.

## Dane taktyczno–techniczne
„Antofagasta” jest średniej wielkości jednokadłubowym okrętem podwodnym. Długość całkowita jednostki wynosi 56,1 metra, szerokość 6,2 metra i zanurzenie 5,5 metra . Kadłub ma średnicę 6,2 metra, a wysokość (od stępki do szczytu kiosku) wynosi 11,3 metra. Wyporność w położeniu nawodnym wynosi 1185 ton (bez zbiorników balastowych), a w zanurzeniu 1290 ton. Okręt napędzany jest na powierzchni i w zanurzeniu przez dwustojanowy silnik elektryczny Siemens o mocy 5000 KM (3680 kW) przy 200 obr./min, zasilany z czterech baterii akumulatorów po 120 ogniw o łącznej pojemności 11 500 Ah, ładowanych przez generatory AEG o mocy po 550 KM, poruszane czterema czterosuwowymi, 12-cylindrowymi silnikami wysokoprężnymi MTU 12V 493 TY60 o mocy 800 KM przy 1450 obr./min każdy . Jednowałowy układ napędowy pozwala osiągnąć prędkość 11 węzłów na powierzchni i 21,5 węzła w zanurzeniu (na chrapach 12 węzłów). Zasięg wynosi 6000 Mm przy prędkości 8 węzłów na chrapach (lub 11 300 Mm przy prędkości 4 węzłów) i 440 Mm przy prędkości 4 węzłów w zanurzeniu. Ster krzyżowy, umiejscowiony przed pięciołopatową śrubą napędową. Zbiorniki mieszczą maksymalnie 85 ton paliwa. Oprócz tego okręt zabiera 4 tony oleju smarowego, 31 ton wody sanitarnej i 19 ton wody pitnej. Dopuszczalna głębokość zanurzenia wynosi 250 metrów, a autonomiczność 40 dób. Okręt ma dwa główne zbiorniki balastowe oraz dziobowe i rufowe zbiorniki trymujące.
Okręt wyposażony jest w osiem dziobowych wyrzutni torped kalibru 533 mm, z łącznym zapasem 14 torped typu SST-4 . Wyposażenie radioelektroniczne obejmowało początkowo radar nawigacyjny Calypso, telefon podwodny UT-Anlage, system kierowania ogniem (przelicznik torpedowy) H.S.A. Mk 8 Mod 24, sonar STN Atlas CSU-3Z, sonar pasywny Atlas PRS-3/4 i bierne urządzenie pomiaru odległości Thomson Sintra DUUX-2C . Prócz tego okręt posiada dwa peryskopy, dwie tratwy ratunkowe, kotwicę i pętlę demagnetyzacyjną MES-Anlage.
Załoga okrętu składa się z 5 oficerów oraz 30 podoficerów i marynarzy.

## Służba
20 lutego 1981 roku jednostkę pod nazwą BAP „Antofagasta” przyjęto do służby w Marina de Guerra del Perú. Okręt otrzymał numer taktyczny S-48, zmieniony następnie na S-32.
W latach 1986–1988 „Antofagasta” otrzymał nowy system kontroli uzbrojenia Sepa Mk 3 oraz włoskie torpedy A184. W połowie lat 90. jednostka przeszła remont w Callao przeprowadzony przez firmę SIMA, zakończony w październiku 1996 roku. W latach 2012–2016 okręt przeszedł modernizację, obejmującą m.in. instalację nowych sonarów PRS-3/15 i CSU-83 oraz wyposażenie w nowe torpedy Atlas SUT-264 .
Jednostka nadal znajduje się w składzie peruwiańskiej floty (stan na 2018 rok) .